# Jordi Maragall i Mira
Jordi Maragall i Mira (Barcelona, 31 de desembre de 1936 - Barcelona, 1 de gener de 2023) fou un pintor català.

## Biografia
Cursà els estudis primaris i secundaris a l'Escola Virtèlia. Es formà en pintura i dibuix a l'Acadèmia Valls de Barcelona, i completà la seva formació artística al taller del pintor Ramon Rogent i Perés, on coincidí amb Josep Roca, Pep Serra o Bosco Martí, entre molts d'altres. Els seus principals referents artístics foren Henri Matisse, Georges Rouault o els expressionistes germànics. Participà en una primera exposició col·lectiva a la Sala Vayreda de Barcelona l'any 1959. Fou l'autor del mural de 12x4 metres present a la seu de l'Editorial Ariel (1958). En aquells anys obtingué una beca del Cercle Maillol (Institut Francès de Barcelona) per a una estada a París. Entre els mesos de gener i febrer de 1984 realitzà una exposició a la Galeria Deu al Set. Realitzà també exposicions individuals a la Sala Gaspar (1990), a la Sala Parés (2015), i a la Fundació Lluís Coromina (2022-2023). Morí l'1 de gener de 2023 a Barcelona, a l'edat de 86 anys. El 3 de gener se celebrà el funeral a la parròquia de Sant Ildefons, situada al carrer dels Madrazo del barri de Sant Gervasi-Galvany de Barcelona.

## Família
Jordi Maragall és fill de Jordi Maragall i Noble i net del poeta Joan Maragall i de Clara Noble. És germà de Pasqual Maragall, 127è President de la Generalitat de Catalunya, Ernest Maragall i Mira i Pau Malvido.
També és nebot d'Ernest Maragall i Noble, Joan-Anton Maragall i Noble i Helena Maragall, cosí germà de Joan-Anton Maragall i Garriga i Julio Maragall i oncle de Cristina Maragall. És cunyat de Diana Garrigosa.